# Bistum Limoges
Das Bistum Limoges (lateinisch Dioecesis Lemovicensis, französisch Diocèse de Limoges) ist eine in Frankreich gelegene römisch-katholische Diözese mit Sitz in Limoges.

## Geschichte
Das Bistum wurde im 3. Jahrhundert errichtet und dem Erzbistum Bourges als Suffraganbistum unterstellt. Am 11. Juli 1317 gab das Bistum Limoges Teile seines Territoriums zur Gründung des Bistums Tulle ab. Dem Bistum Limoges wurden am 29. November 1801 Teile des Gebietes des Bistums Tulle angegliedert. Am 6. Oktober 1822 gab das Bistum Limoges Teile seines Territoriums zur Wiedererrichtung des Bistums Tulle ab. Das Bistum Limoges wurde am 16. Dezember 2002 dem Erzbistum Poitiers als Suffraganbistum unterstellt.

## Weblinks

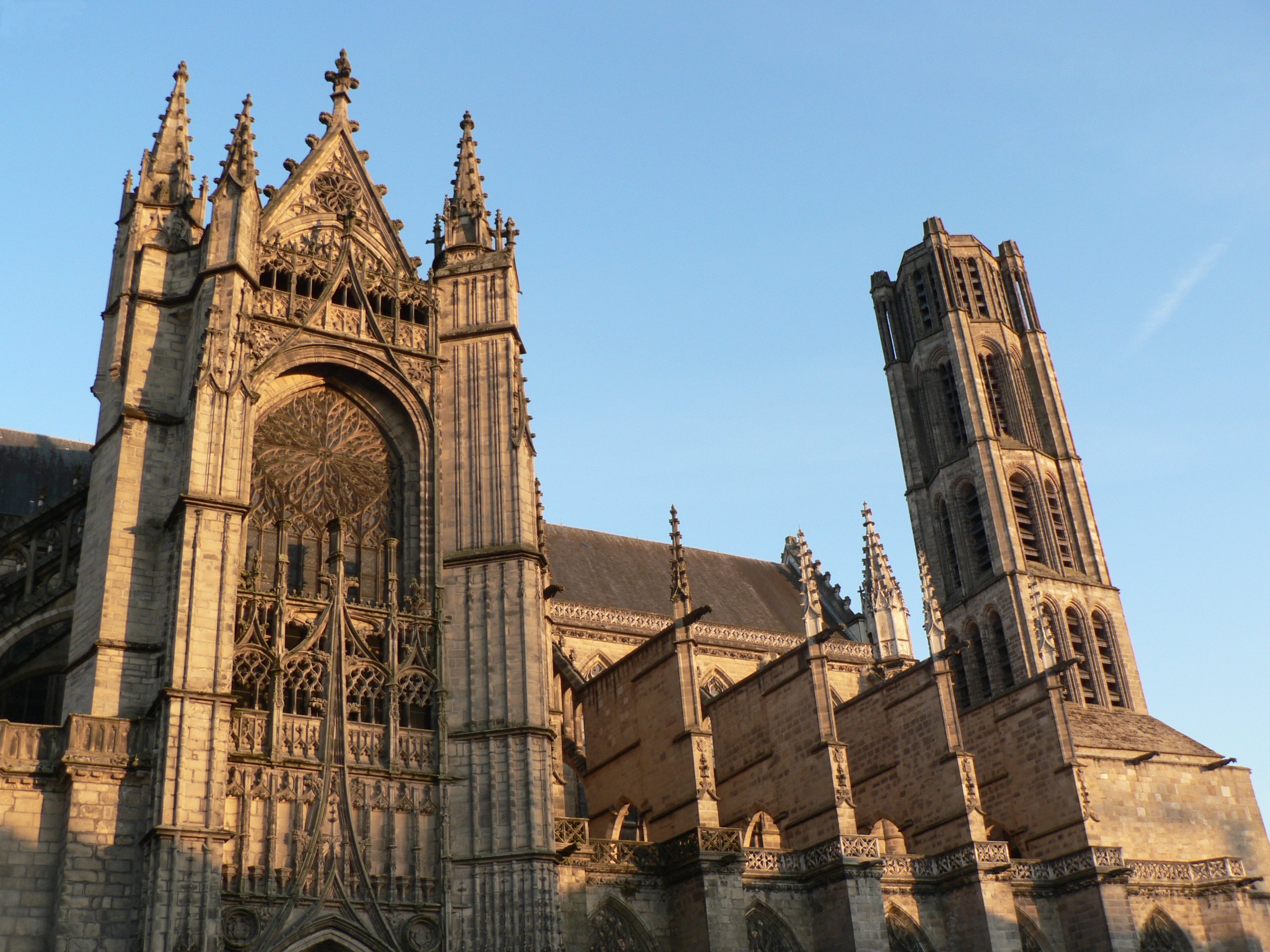
Kathedrale Saint-Étienne in Limoges